# Kaan Kairinen
Kaan Kairinen (Turku, 1998. december 22. –) finn válogatott labdarúgó, a cseh Sparta Praha középpályása.

## Statisztikái

### A válogatottban
| Válogatott | Év       | Pályára lépés | Gól |
| ---------- | -------- | ------------- | --- |
| Finnország | 2019     | 2             | 0   |
| Finnország | 2021     | 3             | 0   |
| Finnország | 2022     | 2             | 0   |
| Összesen   | Összesen | 7             | 0   |

## Sikerei, díjai
Midtjylland
- Danish Superliga
  - Bajnok (1): 2017–18

Lillestrøm
- OBOS-ligaen
  - Feljutó (1): 2020

## Fordítás
- Ez a szócikk részben vagy egészben  a   Kaan Kairinen című finn Wikipédia-szócikk ezen változatának fordításán alapul.  Az eredeti cikk szerkesztőit annak laptörténete sorolja fel. Ez a jelzés csupán a megfogalmazás eredetét és a szerzői jogokat jelzi, nem szolgál a cikkben szereplő információk forrásmegjelöléseként.
- Ez a szócikk részben vagy egészben  a   Kaan Kairinen című angol Wikipédia-szócikk ezen változatának fordításán alapul.  Az eredeti cikk szerkesztőit annak laptörténete sorolja fel. Ez a jelzés csupán a megfogalmazás eredetét és a szerzői jogokat jelzi, nem szolgál a cikkben szereplő információk forrásmegjelöléseként.